# Kit Harington
Christopher Catesby Harington (Londres, 26 de dezembro de 1986) é um ator britânico. É mais conhecido por interpretar Jon Snow na série televisiva Game of Thrones da HBO.

## Biografia
Kit Harington nasceu em Londres, Inglaterra. Filho de Deborah Jane e Sir David Richard Harington, 15° Baronete de Harington. É descendente do monarca Carlos II de Inglaterra através de sua avó paterna.
Estudou na Southfield Primary School entre 1992 e 1998. Em seguida passou a frequentar a Chantry High School em Martley entre 1998 e 2003. Frequentou também a Worcester Sixth Form College, onde estudou teatro entre 2003 e 2005.
Ele se formou pela Central School of Speech and Drama, escola constituinte da Universidade de Londres, em 2008.
Em 2011, Harington começou a namorar Rose Leslie, sua colega de elenco em Game of Thrones. Eles confirmaram sua relação em 2016 e começaram a morar juntos em 2017. Se casaram em 23 de junho de 2018, no castelo de Wardhill, em Aberdeenshire, na Escócia, que pertence a família de Rose.
Em setembro de 2020, Rose apareceu grávida ao posar para uma sessão de fotos de uma revista. O casal teve um filho, que foi visto em público pela primeira vez em fevereiro de 2021. Em fevereiro de 2023, anunciaram que estavam a espera do segundo filho, em julho do mesmo ano anunciaram o nascimento de uma filha.

## Carreira
Antes de atuar, Harington originalmente queria se tornar um jornalista. Ainda na escola de teatro, ele obteve o papel de Albert Narracott na adaptação de War Horse. A peça ganhou dois Prêmios Olivier e Harington teve grande reconhecimento. Mais tarde, ele estreou em sua segunda peça, Posh, uma comédia de um conjunto escuro sobre homens da classe alta que freqüentam a Universidade de Oxford. 
Após War Horse, Harington fez uma audição para seu primeiro papel na televisão como Jon Snow na série da HBO Game of Thrones onde faz o papel de um jovem bastardo que vira patrulheiro da Muralha. Na Muralha, Jon Snow enfrenta perigos que jamais imaginava vivenciar.
Harington fez sua estreia cinematográfica em 2012 como Vincent in Silent Hill: Revelation 3D. O filme de terror foi baseado no jogo de vídeo de terror de sobrevivência Silent Hill 3, e foi uma sequela do filme Silent Hill.
O primeiro grande papel principal de Harington em um longa-metragem ocorreu quando interpretou Milo em Pompeii. A produção do filme começou em 2013 e ocorreu em Toronto. Algumas cenas também foram filmadas na própria cidade de Pompéia.
Harington interpretou Roland Leighton, o interesse amoroso do personagem principal, no Testament of Youth ao lado de Alicia Vikander e Emily Watson.
Em dezembro de 2014, foi anunciado que ele atuaria no próximo filme de Xavier Dolan The Death and Life de John F. Donovan, com Jessica Chastain, Kathy Bates, Thandie Newton e Susan Sarandon.
Em 2016, Harington estrelou como o principal vilão no videogame Single-Player Call of Duty: Infinite Warfare.

## Filmografia

### Cinema
| Ano  | Título                                       | Papel                          | Nota |
| ---- | -------------------------------------------- | ------------------------------ | ---- |
| 2012 | Silent Hill: Revelation 3D                   | Vincent                        |      |
| 2014 | Pompeii                                      | Milo                           |      |
| 2014 | How to Train Your Dragon 2                   | Eret (Voz)                     |      |
| 2015 | The Seventh Son                              | Billy Bradley                  |      |
| 2015 | Spooks: The Greater Good                     | Will Crombie                   |      |
| 2015 | Testament of Youth                           | Roland Leighton                |      |
| 2015 | 7 Days in Hell                               | Charles Poole                  |      |
| 2016 | Brimstone                                    | Samuel                         |      |
| 2018 | The Death and Life of John F. Donovan        | John F. Donovan                |      |
| 2019 | How to Train Your Dragon 3: The Hidden World | Eret (Voz)                     |      |
| 2021 | Os Eternos                                   | Dane Whitman / Cavaleiro Negro |      |

### Televisão
| Ano         | Título          | Papel          | Nota                                                                |
| ----------- | --------------- | -------------- | ------------------------------------------------------------------- |
| 2011 – 2019 | Game of Thrones | Jon Snow       | Indicações Emmy Awards de Melhor Ator Coadjuvante em Série de Drama |
| 2017        | Gunpowder       | Robert Catesby | Minissérie                                                          |
| 2020        | Criminal: UK    | Alex           | S02E02                                                              |

### Video Games
| Título                         | Papel de Voz | Ano  |  |
| ------------------------------ | ------------ | ---- |  |
| Game Of Thrones                | Jon Snow     | 2015 |  |
| Call of Duty: Infinite Warfare | Salem Kotch  | 2016 |  |

### Teatro
| Título           | Personagem       | Ano       |
| ---------------- | ---------------- | --------- |
| Cavalo de Guerra | Albert Narracott | 2008/2009 |
| Posh             | Ed Montgomery    | 2010      |
| The Vote         | Colin Henderson  | 2015      |
| Doctor Faustus   | Faustus          | 2016      |